# Artur Tallroth
Alf Artur Tallroth, född 11 augusti 1918 i Harbo församling, Västmanlands län, död 24 november 1986 i Gamla Uppsala församling, Uppsala län, var en svensk violinist. 
Han blev 1948 riksspelman i fiol med kommentaren "För gott spel och utmärkta egna låtar". Tallroth fick 1949 utmärkelsen Gås Anders-medaljen.